# Їтун-Маньчжурський автономний повіт
43°20′32″ пн. ш. 125°17′55″ сх. д. / 43.34233° пн. ш. 125.2987° сх. д.
Їтун-Маньчжурський автономний повіт (кит. 伊通满族自治县, пін. Yītōng Mănzú Zìzhìxiàn) — один із повітів КНР у складі префектури Сипін, провінція Цзілінь. Адміністративний центр — містечко Їтун.

## Географія
Їтун-Маньчжурський автономний повіт розташований на сході префектури, лежить на однойменній річці.

### Клімат
Повіт знаходиться у зоні, котра характеризується вологим континентальним кліматом. Найтепліший місяць — липень із середньою температурою 22,7 °C. Найхолодніший місяць — січень, із середньою температурою -15,9 °С.
| Клімат повіту Їтун-Маньчжур | Клімат повіту Їтун-Маньчжур | Клімат повіту Їтун-Маньчжур | Клімат повіту Їтун-Маньчжур | Клімат повіту Їтун-Маньчжур | Клімат повіту Їтун-Маньчжур | Клімат повіту Їтун-Маньчжур | Клімат повіту Їтун-Маньчжур | Клімат повіту Їтун-Маньчжур | Клімат повіту Їтун-Маньчжур | Клімат повіту Їтун-Маньчжур | Клімат повіту Їтун-Маньчжур | Клімат повіту Їтун-Маньчжур | Клімат повіту Їтун-Маньчжур |
| Показник                    | Січ.                        | Лют.                        | Бер.                        | Квіт.                       | Трав.                       | Черв.                       | Лип.                        | Серп.                       | Вер.                        | Жовт.                       | Лист.                       | Груд.                       | Рік                         |
| Середній максимум, °C       | −8,7                        | −3,6                        | 4,3                         | 14,8                        | 21,6                        | 26,3                        | 27,5                        | 26,7                        | 22                          | 13,9                        | 2,5                         | −5,7                        | 11,8                        |
| Середня температура, °C     | −15,9                       | −10,8                       | −1,9                        | 8,1                         | 15,2                        | 20,5                        | 22,7                        | 21,5                        | 15                          | 7                           | −3,4                        | −12,1                       | 5,5                         |
| Середній мінімум, °C        | −21,6                       | −16,9                       | −7,7                        | 1,6                         | 8,7                         | 14,9                        | 18,4                        | 16,9                        | 9                           | 1,2                         | −8,3                        | −17,3                       | −0,1                        |
| Норма опадів, мм            | 5.2                         | 5.4                         | 14.5                        | 30.8                        | 51                          | 97.2                        | 181.4                       | 149.2                       | 50.5                        | 26.6                        | 14.1                        | 6.5                         | 632.4                       |
| Вологість повітря, %        | 70                          | 65                          | 59                          | 54                          | 57                          | 68                          | 81                          | 82                          | 75                          | 66                          | 67                          | 70                          | 67.8                        |
| --------------------------- | --------------------------- | --------------------------- | --------------------------- | --------------------------- | --------------------------- | --------------------------- | --------------------------- | --------------------------- | --------------------------- | --------------------------- | --------------------------- | --------------------------- | --------------------------- |
| Джерело: data.cma.cn        |                             |                             |                             |                             |                             |                             |                             |                             |                             |                             |                             |                             |                             |